# رئة
الرئتان هما العضوان الرئيسيان في جهاز التنفس عند الإنسان والعديد من الحيوانات الأخرى بما فيها بعض الأسماك وبعض الحلزونات. عند الثدييات ومعظم الفقاريات تتموضع الرئتان قرب العمود الفقري على كل جانب من القلب. تتمثّل وظيفة الرئتين بقبض الأكسجين من الغلاف الجوي ونقله داخلها (أي داخل الرئتين) إلى مجرى الدم، وإطلاق ثنائي أوكسيد الكربون من مجرى الدم إلى الغلاف الجوي، في عمليَّةٍ تُدعى التبادل الغازي. تجري عملية التنفس بواسطة أجهزة عضلية مختلفة في مختلف الأنواع، حيث تستخدم الثدييات والزواحف والطيور مختلف عضلاتها لدعم التنفّس، أما في رباعيات الأطراف الأولى، فيُقاد الهواء إلى الرئتين بواسطة العضلات البلعومية عبر المضخّة الشِدْقِيَّة وهي آلية ما تزال تعمل عند البرمائيات. أما في البشر، فإن عضلة التنفُّس الرئيسية التي تقود عملية التنفُّس هي الحِجَاب الحاجز. بالإضافة إلى الوظيفة التنفسيّة فإن الرئتين تدعمان تدفُّق الهواء الذي يؤدي لاهتزاز الحبال الصوتيّة مما يجعل الكلام ممكنًا عند البشر.
للإنسان رئتان، يمنى ويسرى، وتقع كلا الرئتين داخل التجويف الصدري. يُذكر أن الرئة اليُمنى أكبر من اليُسرى، وذلك لأن اليسرى تتقاسم مساحتها مع القلب. تزن الرئتان معًا قُرابَةَ 1.3 كيلوجرام، وتكون الرئة اليُمنى أثقل عادةً. تُعتبر الرئتان جزءًا من السبيل التنفسي السفلي، الذي يبدأ بالرغامى التي تتفرع فيما بعد إلى القصبتين والقُصَيبَات، وتتلقى القُصَيبات الهواء المُستَنشَق عبر المنطقة التوصيلية من السبيل التنفُّسيّ، حيث تنتهي المنطقة التوصيلية من السبيل التنفُّسيّ إلى القُصَيبَات الانتهائية، تنقسم فيما بعد هذه القُصيبَات الانتهائية إلى قُصيبات تنفسيّة وهنا تبدأ المنطقة التنفسيّة، تنقسم فيما بعد القُصيبات التنفسيّة إلى قنوات سنخيّة تعطي فيما بعد أسناخ مجهريّة، حيث يحدث التبادل الغازي، كما وتحتوي الرئتان معًا قُرابةَ 2400 كيلومتر من الطُرُق التنفسيّة و300 إلى 500 مليون سنخ. تقع كل رئة ضمن كيس جَنْبِيّ، يحتوي الكيس على سائل يسمح للجدران الداخلية والخارجية بالانزلاق أثناء حدوث التنفُّس مما يُخفِّف كثيرًا من الاحتكاك. يقسم كل كيس كل رئة إلى أقسام تُدعى بالفصوص. للرئة اليُمنى ثلاثة فصوص أما اليسرى ففَصَّان فقط. كما وتنقسم الفصوص بدورها إلى قطع قصبية رئوية وفُصَيصَات. للرئة ترويَة دمويَّة فريدة، حيث أنها تتلقى دمًا غير مؤكسج (قليل الأكسجة أو فقير بالأوكسجين) من القلب عبر الدوران الرئوي وذلك بغرض أكسجته وإطلاق ثنائي أوكسيد الكربون، بالإضافة إلى التروية السابقة فإن نسيج الرئتين تتلقى دمًَا مكسَجًَا (غنيّ بالأوكسجين) منفصلًا عن السابق وذلك عبر الدوران القصبي.
يمكن أن يتأثر نسيج الرئتين بالعديد من الأمراض، كذات الرِئَة (Pneumonia) وسرطان الرئة. يُذكر أن داء الانسداد الرئوي المزمن يتضمن التهاب القصبات المُزمِن (دُعِيَ سابقًا بالنُفاخ (Emphysema) يمكن أن يكون مرتبطًا بالتدخين أو التَعَرُّض للمواد المؤذية كغُبَار الفَحم أو الألياف الإسْبَسْتِيَّة أو غبار سيليكا البلوري، يُذكر أن أمراضًا كالتهاب القصبات يمكن أن يؤثِّر على السبيل التنفُّسيّ. عادةً ما تبدأ المصطلحات الطبيّة المرتبطة بالرئة بالسابقة -pulmo من الكلمة اللاتينية pulmonarius (أي متعلِّق بالرئتين) كما هو الحال في كلمة Pulmonology في اللغة الإنجليزية التي تعني طِب الرِئَة، أو بالسابقة pneumo- (من الإغريقيّة: πνεύμων التي تعني الرئة) كما في مصطلح pneumonia التي تعني ذات الرئة.
في التطوُّر الجنيني، تبدأ الرئتان بالتطوُّر ككيس ينبثق من المعي الأمامي، وهو عبارة عن أنبوب يتشكَّل من الجزء العلوي للجهاز الهضمي. عندما تتشكل الرئتان في الجنين تكون مملوئتان بسائل الكيس الأمنيوسي، لذا تكون الرئتان غير وظيفيَّتان أي لا يتم التنفُّس عبرهما، كما يتم نزح الدم من الرئتين أثناء الفترة الجنينية عبر القناة الشريانيّة (Ductus arteriosus). وعند الولادة يمر الهواء عبر الرئتين وتنغلق القناة التحويلية، ومن ثم تستطيع الرئتين القيام بالتنفُّس. لا يكتمل تطوُّر الرئتين بشكل كامل حتى المراحل الأولى من الطفولة.

## بنية الرئتين عند البشر

### التشريح العياني
1. الرُغَامى
2. شريان رِئَوِيّ
3. وَرِيد رِئَوِيّ
4. قناة سنخيَّة
5. أسناخ
6. الثَلَمة القلبيّة
7. قُصَيبَات
8. قُصَيبَات ثالثية
9. قُصَيبَات ثانويّة
10. قُصَيبَات أوليّة
11. الحَنْجَرَة

تقع الرئتان في الصدر على كل جانب من القلب داخل القفص الصدري. للرئة شكل مخروطِيّ ولها قِمَةٌ مدوَّرة متضيِّقَة في الأعلى وقاعدة مُقَعَّرَة واسعة تقع فوق سطح محدب للحجاب الحاجز. تمتد قمة الرئة حتى جذر العُنُق، لتصل إلى ما فوق مستوى النهاية القَصِيَّة للضلع الأولى بقليل. تمتد الرئتين بدءًا من قُرب العمود الفَقَرِيّ في الخلف إلى مُقَدِّمَة الصَّدر في الأمام ومن الجزء السفلي للرغامى في الأعلى إلى الحجاب الحاجز في الأسفل. تتشارك الرئة اليُسرَى مساحتها مع القلب، ولها في حافتها ثَلَمِة (أو أخدود) يُدعى الثَلَمِة القلبيّة للرئة اليُسرَى، وهي عبارة عن تضريس في حافة الرئة اليُسرَى يتوافق مع القلب. تُوَاجِهُ السُطُوح الأمامية والخارجية للرئتين الأضلاعَ، مما يترك تضاريس خفيفة (انطباعات) للأضلاع، بينما تواجِهُ السطوح الأُنسِيّة للرئتين القَلبَ والأوعية الكبيرة والجُؤجُؤ (مكان انقسام الرُغَامى إلى قصبتين رئيسيَّتَين). أما ما يُعرَف بالانطبَاع القَلبِيّ فهو تضريس يتشكَّل على سطوح الرئتين التي تواجه القَلب.

تمتلك كلا الرئتين انخماصًا مركزيًَّا يُدعَى السُّرَّة عند جَذرِ الرِئَة، حيث تدخل الأوعية الدموية والطرق الهوائية إلى الرئتين. كما يوجد عُقَدٌ لمفيَّة رغاميّة قصبيّة على السُّرَّة.

تُحاط الرئتان بالجَنَبَةِ الرِئَوِيَّة، وهي عبارة عن طبقتين من الأغشية المَصلِيَّة، تُبَطِّنُ الجنَبَةُ الجدارية الخارجيّة الجدارَ الداخليّ للقفص الصَدرِيّ وتقوم الجَنَبَة الحَشَوِيَّة الداخليّة بتغطية سطوح الرئة بشكل مباشر. يوجد بين طبقتي الجَنَبَة حيّزكامن يُدعَى بالجوف الجَنَبِيّ، يحتوي هذا الجوف على سائل رقيق يُدعى بالسَّائل الجَنَبِيّ. تنقسم كل رئة إلى فُصُوص بواسطة طيَّات اندخاليّة من الجَنَبَة بشكل شُقُوق. فالشُّقوق هي طيَّات مضاعفة من الجَنَبة تقطَع الرئة وتساعد في تَوَسُّع الرئتين.
| الرئة اليُمنى                                                                                              | الرئة اليُسرى                                                                                          |
| --- | --- |
| فَص عُلويّ - قميّة - أماميّة - خلفيّة فَص مُتَوسِّط - أُنسيّة - وحشيّة فَص سُفلِيّ - علويّة - أماميّة - خلفيّة - أُنسيّة - وحشيّة | فَص عُلويّ - أماميّة - قميّة خلفيّة فَص سُفلِيّ - عُلويّة - أماميّة - ّخلفية - أُنسيّة - ّوحشية اللُسَين - ّعلوية - ّسفلية |

تدخُل القصبتَان الرئيسيتان أو الأوليّتان الرئتين عند السُّرَّة وتتفرَّع بدايةً إلى قصبات ثانويّة تُعرف باسم القصَبَات الفَصيَّة، ووظيفتها تزويد كل فص من الرئة بالهواء. من ثُمَّ تتفرَّع القصبة الفَصِيَّة إلى قَصَبَات ثَالِثِيَّة تُعرف باسم القَصَبَات القِطَعِيّة وتقوم هذه القصبات بتزويد بالانقسامات الأبعد للفُصوص الرئوية التي تُعرف بالقطع القصبية الرئوية، يُذكر أن لكل قطعة قصبيّة رئويّة قصبة (قِطَعِيّة) وتروية شريانيّة خاصة. يُظهر الجدول المُجاوِر القطع في الرئتين اليُمنى واليُسرى. للتشريح القِطَعِيّ فائدة سريريّة لتحديد مكان العمليات الإمراضيّة في الرئتين. حيث أن كل قِطعَة تُمثِّل وحدة مستقلّة يمكن إزالتها جراحيًَّا بدون تأثير خطير على النسيج المُحيط.

### الرئة اليمنى
تمتلك الرئة اليُمنى عددًا أكبر من الفصوص والقطَع في الرئة اليُسر كلًا على حِدَى. تنقسم الرئة اليُمنى إلى ثلاثة فُصُوص: عُلوِيّ ومتوسط وسفلي، وذلك بواسطة شقَّين: مائل وأُفُقِيّ. يفصل الشقّ الأفقي (و هو عُلويّ) الفصّين العلويّ والمُتَوَسِط. ويبدأ الشقّ الأفقيّ (العُلوِيّ) في الشقّ المائل (السُفلِيّ) قرب الحافة الخلفيّة للرئة ويمتد أفقيًَّا إلى الأمام ويقطع الحافة الأمامية في مستوى النهاية القصيّة للغضروف الضلعِيّ الرابع، وعلى السطح المَنصِفِيّ قد يرجع إلى الخلف إلى السُّرَّة.

أما الشقّ المائل (الأفقيّ) فيفصل الفصين العلويّ والمتوسط عن الفص السفليّ، وهو تقريبًا يتطابق مع الشقّ المائل في الرئة اليُسرى.

يُبطَّن السَطح المَنصِفِيّ للرئة اليُمنى بعدد من البُنى المُجاوِرَة. حيث يرتكز القلب على جزء من الرئة ويترك انطباعًا يُدعى الانطباع القلبي. وفوق سُرَّة الرِئَة يوجد تلم مُقَوَّس للوريد الفرد، وفوق هذا يوجد تلم عريض للوريد الأجوف العلويّ والوريد العضديّ الرأسيّ، وخلفه وبالقرب من قمة الرئة يُوجد تلم للشريان العضديّ الرأسيّ. كما أن هناك تلمًا للمريء خلف السُّرَّة وللرباط الرئوي، وقرب الجزء السفلي للتلم المريئي هناك تلم أعمق للوريد الأجوف السفلي قبل أن يدخل القلب.

### الرئة اليسرى

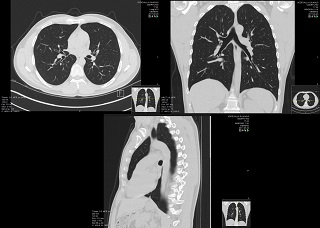
تصوير مقطعي محوسب عالي الدقة لصدر طبيعي، مأخوذة بشكل محوري بمستويات جبهيّة وسهميّة على الترتيب.

تنقسم الرئة اليسرى إلى فَصَيَن: علوي وسفلي، بواسطة شق مائل يمتد من السطح الضلعي إلى السطح المنصِفِيّ للرئة فوق وتحت السُّرَّة. الرئة اليُسرى وعلى عكس الرئة اليُمنى ليس لها فَصٌّ متوسِّط، ولكن لها ميِّزةٌ مشابهة وهي جزءمن الفَصّ العُلوِيّ يُدعى باللسين، وهو يعني اللسان الصغير. يخدم اللسين في الجهة اليُسرى كموازٍ تشريحيّ للفص الأوسط في الرئة اليمنى، حيث أن مناطق اللسين في الرئة اليسرى والفص الأوسط في الرئة اليمنى قد تتعرضان لعدوى متشابهة أو تعقيدات تشريحيّة متشابهة. هناك قطعتان قصبيَّتان رئويتان لللُسَين وهما: علويّة وسُفليّة.

يوجد على السطح المنصِفِيّ للرئة اليُسرى انطباعٌ قلبيّ كبير، يستند عليه القلب، وهو أعمق وأكبر من الانطباع القلبي على الرئة اليمنى، حيث أن القلب عادةً يتَّجهُ إلى اليسار.

كما يوجد على السطح المنصِفِيّ وفوق السُّرَّةِ مباشرةً تلم منحني واضح للقوس الأبهري وتلم أسفل منه للأبهر النازل. يستلقي الشريان تحت الترقوة وهو فرعٌ من قوس الأبهر على تلم بدءًا من القوس حتى حوالي قمة الرئة. كما ويوجد تلم أقل عمقًا أمام الشريان السابق وقرب حافة الرئة يسكن فيه الوريد العُضُدِيّ الرأسي. قد يكون هناك انطباع ضحل عريض للمريء عند قاعدة الرئة.

### التشريح المجهري

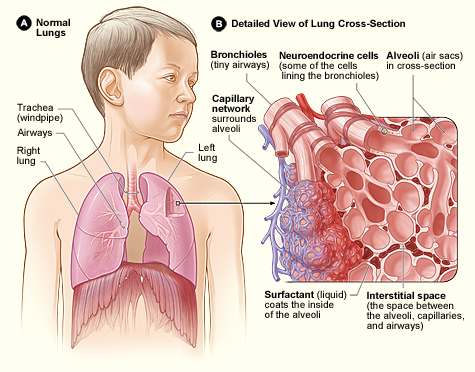
تفاصيل مقطع عرضي في الرئة

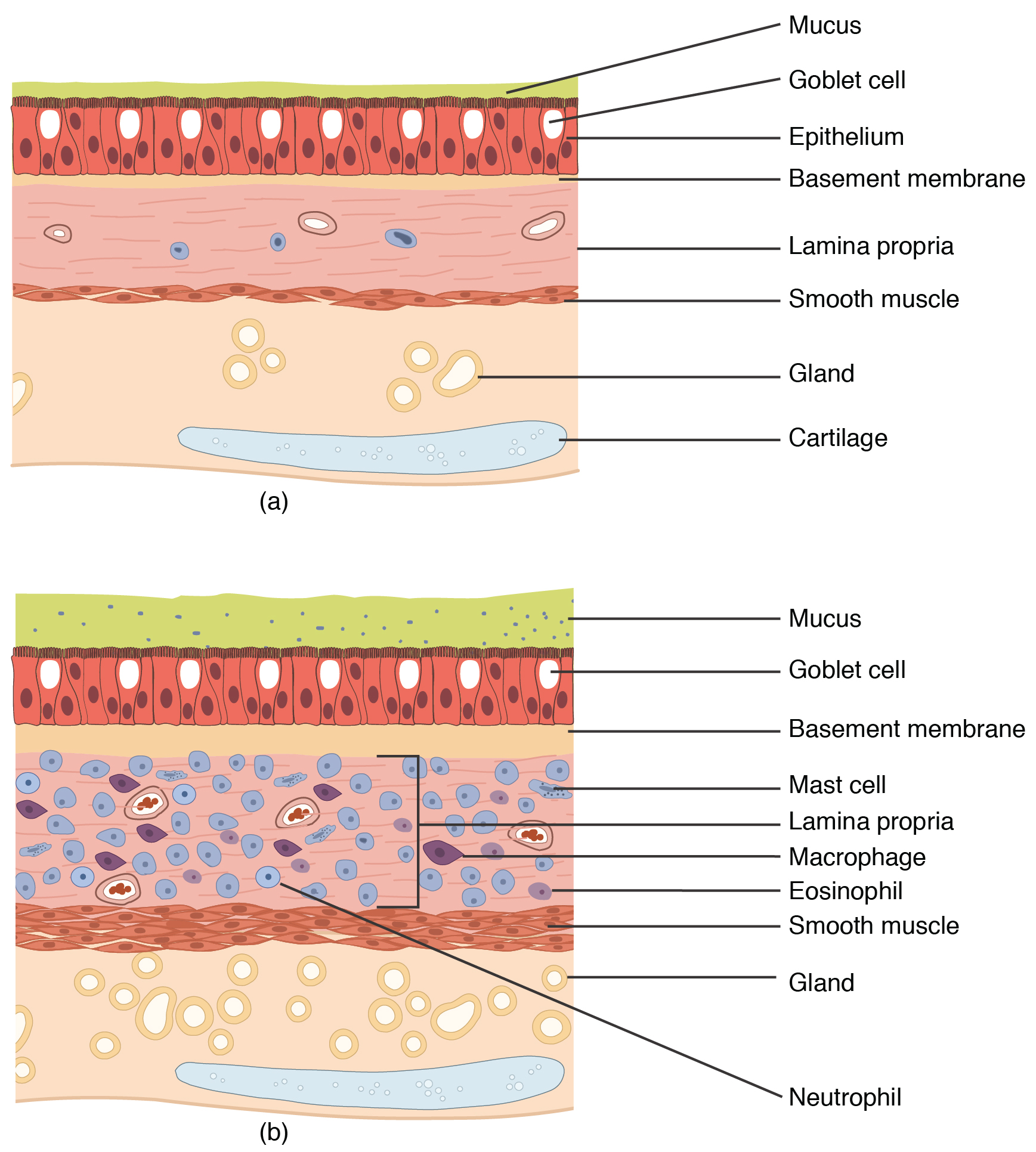
نسيج الرئتين

الرئتان جزء من السبيل التنفسيّ السفليّ، وتستقبل الطرق الهوائية القصبيّة بعد تفَرُّعها من الرغامى. تتضمن الرئتان الطرق الهوائية القصبية التي تنتهي بالأسناخ وتتضمن كذلك نسيج الرئة وأوردة وشرايين وأعصاب وأوعية لمفاوية.

يُبطَّن كل السبيل التنفُّسيّ السفلي بما في ذلك الرغامى والقصبات والقُصَيبَات بظهارة تنفسيّة. هذه الظهارة ظهارة مُهَدَّبة تتخلَّلُها خلايا كأسية تنتج المخاط، وخلايا مِضرَبِيّة تقوم بما يشبه عمليات البعلميَّات. كما تتميز الرغامى بحلقات غضروفية غير مكتملة في الرغامى، وصفائح غضروفية في القصبات الأصغر، مما يحافظ على انفتاح الطرق الهوائية دائمًا. أما القُصَيبَات فهي أصغر من أن تُدعَم بغضاريف، لذا فإن جدرانها تتكوَّن من عضلات ملساء، وعندما تضيق القُصَيبَات أكثر (أي تتفرَّع أكثر) فإنها تصبح جدرانها مُكوَّنَةً من ظهارة فقط. ينتهي السبيل التنفُّسيّ في الفُصَيصَات، حيث يتألف كل فُصَيص من قُصَيبة تنفُّسيّة تتفرَّع إلى قنوات سنخيّة وأكياس سنخيّة تنقسم بدورها إلى أسناخ.

تُفرز الخلايا الظهارية في جميع أنحاء السبيل التنفسي سائل مُبطِّن ظهاري (الإنجليزيّة: Epithelial lining fluid، اختصارًا ELF) تركيبه مُنظَّم بإحكام، يُستفاد منه في تحديد قيام أهداب الخلايا الظهارية بتنظيف المجاري الهوائية من المخاط.:Section 4 pages 7–8 (Page 4–7ff)

تتألف الأسناخ من نمطين من الخلايا هما الخلايا السنخيّة والبالعات السنخيّة تُدعى الخلايا الغباريّة. تُصنّف بدورها الخلايا السنخيّة إلى نمطين هما الخلايا السنخيّة I والخلايا السنخيّة II (كذلك تُعرف باسم الخلايا الرئوية). يشكِّل النمطان السابقان جدران الأسناخ والحواجز بين الأسناخ المختلفة. تتواجد خلايا النمط I 95% من مساحة منطقة كل سنخ وتكون هذه الخلايا مُسطَّحة، بينما تتواجد خلايا النمط II على شكل تجمُّعات في زوايا الأسناخ وهي ذات شكل مُكعَّب. وعلى الرغم مما ذُكر فإن نسبة أعداد الخلايا من النمط I إلى الخلايا من النمط II تُقارب 1:1 أو 4:6.

تكون الخلايا من النمط I خلايا ظهارية مُسطَّحة تُشكِّل بنية جدار السنخ. لهذه الخلايا جدران رقيقة تجعلها قادرة على القيام بتبادل غازي سهل. كما تساهم هذه الخلايا بتشكيل الحاجز السنخي الذي يفصل كل سنخ عن الآخر، حيث يتألف الحاجز من ظهارة مُبَطِّنة تشترك بغشاءات قاعديّة. خلايا النمط I غير قادرة على الانقسام، لكنها تعتمد على التمايز بدءًا من خلايا من النمط II.

تكون خلايا النمط II أكبر وتُبطِّن الأسناخ وتنتج وتفرز سائل مُبطِّن ظهاري، وعامل السطح الرئوي (السورفاكتانت الرئوي). تختلف خلايا النمط II عن خلايا النمط I كذلك بأنها قادرة على الانقسام والتمايز كذلك إلى النمط I.

للبالعات الرئوية دور مناعيّ هام، حيث أنها قوم بإزالة المواد التي تدخل الأسناخ، بما في ذلك خلايا الدم الحمراء الرخوة التي أُجبِرَت على الخروج من الأوعية الدموية.

تُحاط الرئة بغشاء مصليّ هو الجنبة الحشَويّة، حيث تمتلك الجنبة الحشوية طبقة من نسيج ضام رخو تربطها مادة الرئة تحتها.

### السبيل التنفسي

تُمثِّل الرئتان الجزء الرئيسي من السبيل التنفسيّ.

السبيل التنفُّسي السفلي جزءٌ من الجهاز التنفسيّ، ويتألف السبيل التنفسيّ السفليّ من الرغامى والبنى الواقعة تحتها بما في ذلك الرئتين. تتلقى الرئتان الهواء من البلعوم عن طريق الحَنْجَرة، وينتقل هذا الهواء عبر الرغامى إلى أن يصل إلى الجُؤجُؤ، حيث تنفصل الرغامى إلى قصبتين رئيسيَّتين. تقوم هاتان القصبتان بنقل الهواء إلى الرئتين، وتنقسم هاتان القصبتان باستمرار إلى قصبات ثانوية (فصيّة) وثالثية لفصوص الرئتين، ومن ثمّ إلى قصيبات أصغر وأصغر حتى تصبح قُصَيبَات تَنَفُّسيّة. تقوم هذه الأخيرة بدورها بتأمين الهواء للقنوات السنخيّة ومن ثمّ إلى الأسناخ، حيث يحدث التبادل الغازي. حيث يتم استنشاق الأوكسجين، عبر انتشاره من خلال جدران الأسناخ إلى الشعيرات المُغلِّفة لجدران الأسناخ من الخارج وبالتالي يدخل الأوكسجين إلى الدوران الدمويّ، وينتشر بشكل معاكس ثنائي أوكسيد الكربون من الدم إلى الرئتين ليتم زفره (إخراجه).

تتراوح تقديرات مساحة سطح منطقة الرئتين بين 50 إلى 75 متر مربع، وهو ما يُقارب مساحة جانب واحد من ملعب تنس.

تتعزَّز القصبات في المنطقة التوصيلية بوجود غضروف زجاجي (هياليني) لجعل الطرق الهوائية مفتوحة دائمًا. لا تشتمل بنية القُصَيبَات على أيَّة غضاريف، وتحاط بدلًا من ذلك بعضلات ملساء. يُسخَّن الهواء إلى الدرجة 37 سيليزيوس (99 فهرنهايت)، ويُرَطَّب ويُطهَّر في المنطقة التوصيلية من السبيل التنفسيّ، حيث يتم إزالة جزيئات من الهواء بواسطة الأهداب على الظهارة التنفسيّة التي تُبطِّن السبيل.

### التروية الدموية

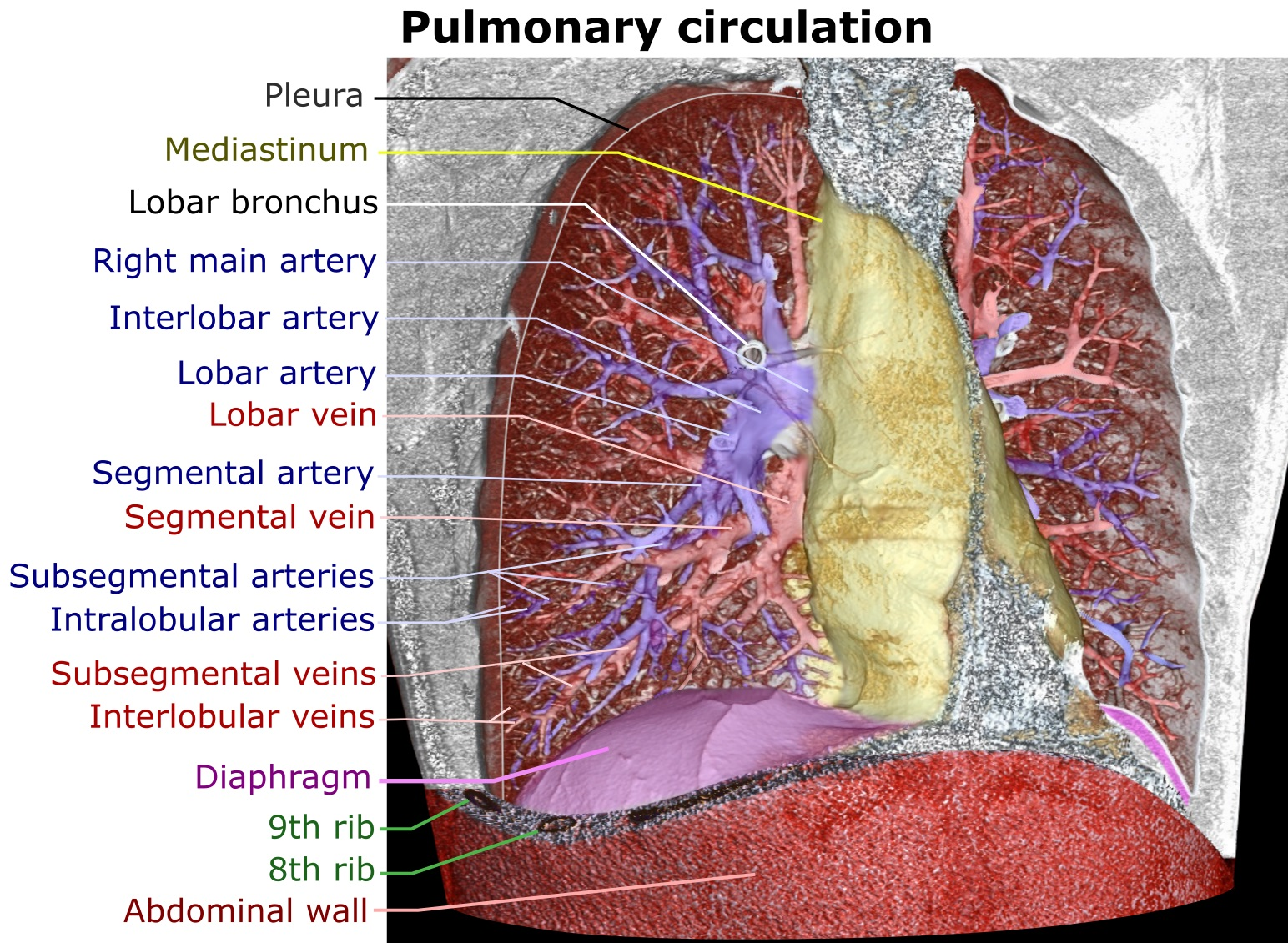
تمثيل ثلاثي الأبعاد تصوير مقطعي محوسب عالي الدقة للصدر. تمت إزالة جدار الصدر الأمامي والطرق الهوائية والأوعية الرئوية الواقعة أمام جذر الرئة رقميًَّا لتوضيح المستويات المختلفة للدوران الرئوي.

للرئتين إمداد دموي مزدوج واحدٌ من الدوران القصبي والآخر من الدوران الرئوي. يُقدِّم الدوران القصبي الدم مؤكسج|لدم المؤكسج (الغني بالأوكسجين) للطرق الهوائية في الرئتين عبر الشرايين القصبية التي تخرج من الأبهر، وتكون عادةً ثلاثة، اثنان للرئة اليُسرى وواحد للرئة اليُمنى، وهي تتفرع بشكل يوافق القصبات والقصيبات. بينما يحمل الدوران الرئوي الدم غير المؤكسج (الفقير بالأوكسجين) من القلب إلى الرئتين ويعيد الدم المؤكسج (الغني بالأوكسجين) إلى القلب ليقوم بضخِّه إلى سائر أنحاء الجسم.

يبلغ حجم دم الرئتين قُرابة 450 ميلليمتر في المتوسط، وهو ما يُقدَّر بـ 9 بالمئة من إجمالي حجم الدم من كامل الدورة الدموية.

### التعصيب
تُزَوَّد الرئتان بأعصاب من الجهاز العصبي الذاتي. تمر أوامر الجهاز العصبي نظير الودي عبر العصب المبهم، وعندما تُثَار بالأستيل كولين، يتسبَّب هذا بحدوث تضيُّق بالعضلات الملساء المُبطِّنة للقصبات والقُصيبات وتزيد من إفرازات الغدد. بينما يحدث توسُّع القصبات (العمل المعاكس لما سبق) في حالة إرسال الجهاز العصبي الودّي أوامرًا عبر الإيبينفرين التي تعمل على مستقبلات بيتا 2 في السبيل التنفسيّ، مما يؤدي إلى توسُّع القُصيبَات.

جديرٌ بالذكر أن عملية التنفُّس تحدث بسبب إشارات عصبية تُرسل عبر المراكز التنفسيّة في جذع الدماغ، على طول العصب الحجابي إلى الحجاب الحاجز (العضلة التنفسيّة الرئيسيّة، أي العضلة التيتقوم بالعمل الرئيسي في التنفُّس).

## التطور
تنشأ الرئتين عند البشر من الثلم الحنْجَرِيّ الرُغامي وتتطور على مدى أسابيع في الجنين، ولا تنضج إلا بعد عدّة سنوات من الولادة.

تبدأ الحَنْجَرة والرغامى والقصبات التي تشكِّل السبيل التنفُّسيّ، تبدأ بالتَّشَكُّل خلال الأسبوع الرابع من التطوُّر الجنينيّ من برعم الرئة الذي يظهر بطنيًَّا في القسم الذيلي من المعي الأمامي.

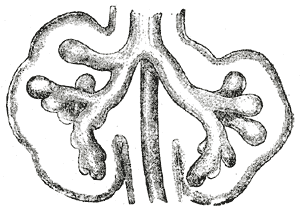
الرئتان خلال التطوُّر، يظهر في الشكل التفرُّع الباكر لبراعم القصبات الأوليّة (الرئيسيّة)

للسبيل التنفُّسيّ هيكل متفرِّع كالشَجَرَة. تتطور هذه البنية في المضغة خلال عمليّة التفَرُّع التي تعتبر أحد أشكال التكوُّن الشَكلِيّ (هو العملية التي تأخذ فيها المتعضيّة شكلها، أي تصطف فيها الخلايا المتمايزة بشكل معيّن)، ويتم ذلك بتقسيم مستمرّ لطرف الفرع الجديد. تُشكِّلُ الظهارة خلال تطوُّر الرئتين (كما هو الحال في تطوُّر بعض الأعضاء الأخرى) أنابيبًا متفرِّعَة أي تنبثق براعم على شكل ظهارة أنبوبية ستُعطِي فيما بعد قصبة، ومن ثمّ كل قصبة ستنقسم لتعطي قُصَيبَات. عمليّة التفرُّع ذاتها هي نتاج تشعُّب النهاية الطرفية لكل أنبوب ظهاري. تؤدي عمليّة التفرُّع إلى تشكيل القصبات، ومن ثمّ القصيبات، وفي نهاية المطاف الأسناخ. غالبًا تكون الجينات الأربع المرتبطة بالتفرُّع في الرئة هي الجينات المُرَمِّزة للمواد لما يلي: البروتين المؤشِّر داخل الخلية-القنفذ الصوتي (SHH)، وعوامل نمو أرومات الليف FGF10 وFGFR2b، والبروتين المُخلِّق للعظام BMP4. يظهر أن لـ FGF10 الدور الأكثر وضوحًا في هذه العملية، يُذكر أن FGF10 جزيئة تأشير نظير صمَّاوِيّ للتفرُّع الظِهَارِيّ، كما يُذكر أن SHH تثبِّط FGF10. يتأثَّرُ تطوُّر الأسناخ بآلية مختلفة عمَّا سبق، حيث يتوقَّف التشعُّب المستمر (سابق الذكر) وتتوسَّع النهايات القاصية (البعيدة عن المنشأ) للتفرُّعات السابقة مُشكِّلةً الأسناخ.

عند نهاية الأسبوع الرابع، ينقسم برعم الرئة إلى اثنين، برعما قصبتان رئيسيَّتان يُمنى ويُسرى على جانبي الرُغامى. وخلال الأسبوع الخامس يتفرَّع البرعم الأيمن إلى ثلاث براعم قصبيّة ثانويّة ويتفرَّع البرعم الأيسر إلى برعمين قبيَّين ثانويين اثنين، وهو ما يوافق فصوص الرئتين، ثلاثة في الرئة اليمنى واثنين في الرئة اليُسرى. وخلال الأسبوع التالي (السادس) تتفرع البراعم الثانوية إلى براعم ثالثيّة، حوالي عشرة على كل جانب. ومن الأسبوع السادس وحتى الأسبوع السادس عشر تظهر العناصر الرئيسية للرئتين باستثناء الأسناخ. ومن الأسبوع 16 وحتى الأسبوع 26 تنمو القصبات ونسيج الرئة ويصبحان غزيري التوعية. تتطور أيضًا القُصَيبَات والقنوات السنخيّة. وبحلول الأسبوع 26 تتشكَّل القُصيبات الانتهائية، تفرع فيما بعد كل قُصيبة انتهائية إلى قُصيبتين تنفُّسيتين اثنتين. وخلال الفترة بين الأسبوع 26 وحتى الولادة يتشكّل الحاجز الدموي-الهوائي. تظهر أيضًا الخلايا السنخيّة المتخصصة من النمط I، حيث يحدث التبادل الغازي والخلايا السنخيّة المتخصصة من النمط II التي تنتج عامل السطح الرئوي (السورفاكتانت الرئوي). جدير بالذكر أن عامل السطح الرئوي (السورفاكتانت الرئوي) يقلل من التوتر السطحي في السطح المواجه للهواء في الأسناخ، وهذا يسمح بتوسُّع الأكياس السنخيّة. تحتوي الأكياس السنخيّة على الأسناخ الأولية وهي موجودة في نهاية القنوات السنخيّة، ويُحدد ظهورهم في حوالي الشهر السابع علامةً فارقة، حيث يصبح التنفُّس ممكنًا، ومن الممكن لمن يولد باكرًا أن يعيش.

### بعد الولادة
عند الولادة، تكون رئتا الطفل ممتلئتان بسائل تفرزه الرئتان، ولكنهما لا يكونان منتفختان. وبعد الولادة يتفاعل الجهاز العصبي المركزي للطفل الوليد مع التغيُّر المفاجئ لدرجة الحرارة والبيئة، ويؤدي هذا التفاعل إلى حدوث التنفُّس الأول في غضون حوالي ثوانٍ من الولادة. كما أن السائل الجنيني الذي يملأ الرئتين قبل الولادة، يمتصه الجسم أو يزفره بعد النفس الأول. كما أن المقاومة الوعائية في الأوعية الدموية الرئوية تقلّ مما يزيد من مساحة سطح التبادل الغازي، ويسمح للرئتين بالبدء بالتنفُّس بشكل عفويّ. يرافق ما سبق تغيُّراتٍ تؤدي إلى زيادة كمية الدم الداخلة إلى أنسجة الرئة.

تحوي الرئتان عند الولادة على سدس عدد الأسناخ الموجودة في رئتي البالغ، مما يعني أن رئتي الوليد حديثًا غير متطوِّرتين جدًا. يستمر تشكُّل الأسناخ في الطفولة الباكرة، كما تظهر قدرة الأسناخ على التشكُّل عند الضرورة، وتظهر في تجديد الرئة. للحواجز السنخيّة شبكة شعيرية مضاعفة بدلًا من شبكة مفردة كما هو الحال في الرئة المتطوِّرة. وفقط بعد بلوغ الشبكة الشعيرية يمكن للرئة أن تدخل مرحلة طبيعية من النمو. تتبع مرحلة زيادة أعداد الأسناخ مرحلة يزداد فيها حجم السنخ.

## الوظيفة

### التنفس

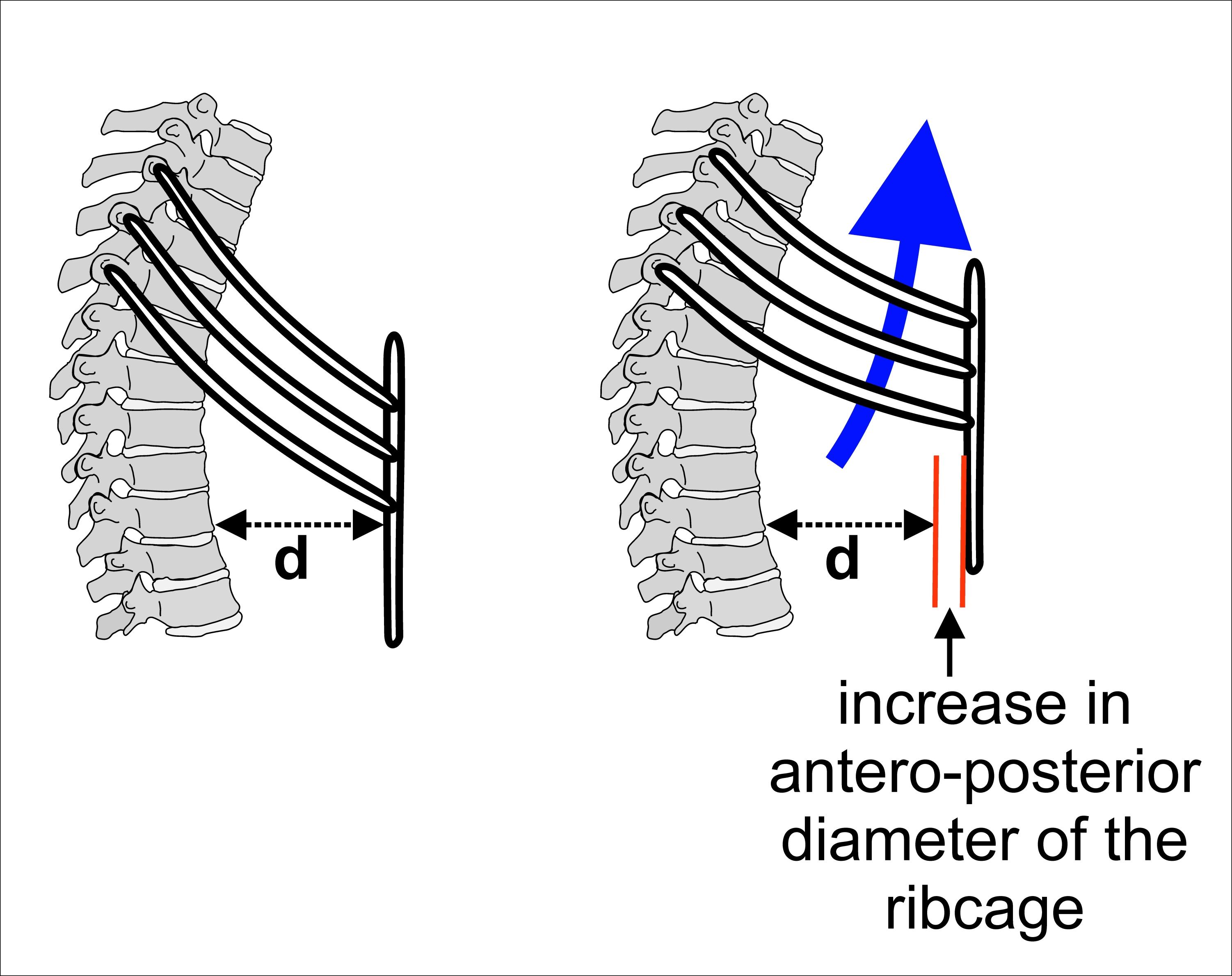
تأثير العضلات التنفُّسيّة على جوف القفص الصدري.

الرئة غير قادرة على توسيع نفسها، وتتَّسِعُ فقط في حالة اتساع حجم الجوف الصدري. تحقِّق عضلات التنفُّس اتساعًا لجوف الصدر، من خلال تقلُّص الحجاب الحاجز والعضلات الوربية التي تسحب القفص الصدري إلى أعلى كما هو مُوضَح في الشّكل. أما أثناء الزفير، فتسترخي عضلات الاستنشاق، مما يؤدي إلى عودة وضع الراحة للصدر والبطن، وذلك عبر المرونة التشريحيّة لأحشاء جوفي الصدر والبطن. عند هذه المرحلة (أي بعد الزفير)، تحتوي الرئتان على السعة الباقية الوظيفيّة (الإنجليزيّة: Functional residual capacity، اختصارًا FRC) للهواء، يُقدَّر حجم السعة السابقة عند الإنسان البالغ بحوالي 2.5 إلى 3 لترات.

أثناء التنفّس الشديد، كما يحدث في التمارين البدنيّة مثلًا، يشترك في التنفُّس عدد كبير من العضلات الإضافيّة في العنق والبطن. وفي هذه الحالة لا يكون الزفير حدثًا مُنفَعِلًا، بل يحدث بسبب سحب القفص الصدري إلى أسفل والجوانب عبر العضلات البطنيّة، وبسبب دفع الأحشاء البطنيّة الحجابَ الحاجز إلى أعلى، مما يؤدي إلى نقص حجم جوف الصدر. يكون حجم الهواء الرئوي في نهاية زفير الشدة أقل من السعة الباقية الوظيفية في حالة الراحة. على أيّ حال، لا يمكن أن تفرغ الرئتان تمامًا من الهواء، وفي الإنسان البالغ يبقى هناك دائمًا ما لا يقل عن لتر من الهواء المُتبقي في الرئتين بعد أقصى زفير. تبقى السعة الباقية الوظيفية دائمًا في الأسناخ بعد الزفير الطبيعي. مع كل نفس يُزفر حوالي 350 مل (أي أقل من 15 %) من هواء الأسناخ إلى الجو المحيط (فيما يتبقى 150 مل في الطرق الهوائية بدون حدوث أي تبادل غازي، تُدعى هذه الكميّة بتهوية «الحيّز الميت»، كما يكون هذا الهواء أول هواء يدخل الأسناه في الاستنشاق التالي). يُستبدل هذا الهواء (350 مل) بالحجم ذاته من الهواء الجوي النقي ولكن الرطب. فمن الواضح إذًا أن 350 مل الهواء النقي المُستنشَق يمتزج بهواء السعة الباقية الوظيفية الذي يبلغ حجمه 3 لترات (و هو الهواء الذي يبقى في الرئتين بعد الزفير كما ذُكر سابقًا)، وأن التركيب السنخي تغير تحت الظروف العادية قليلًا: فالضغط الجزئي السنخيّ للأوكسجين يبقى قريبًا جدًا من 14 كيلو باسكال (105 ميلليمتر زئبقي)، وأن الضغط الجزئي السنخي لثنائي أوكسيد الكربون فيختلف حوالي 5.3 كيلو باسكال (40 ميلليمتر زئبقي) خلال الدورة التنفسيّة (الشهيق والزفير).

### التبادل الغازي
تتمثّل الوظيفة الرئيسية للرئتين بالتبادل الغازي بين غازات الدم والهواء السنخيّ. تتوازن الغازات في الشعيرات الدموية الرئوية والسنخيّة عبر الحاجز الدموي-الهوائي، وهو عبارة عن غشاء انتشار رقيق تُقدَّر سماكته بقُرابة 2 ميكرومتر في المتوسط، وهو يتكوّن من جدران الأسناخ الرئوية (التي تتكون بدورها من الخلايا الظهارية السنخيّة) وأغشيتها القاعدية والخلايا البطانية للشعيرات الرئوية. يتَطوَّى هذا الغشاء في حوالي 300 مليون كيس هوائي صغير تُدعى أسناخ.(يتراوح قطر كل سنخ بين 75 و300 ميكرومتر) تتفرع هذه الأسناخ من القُصَيبَات في الرئتين. نستنتج مما سبق أن مساحة التبادل الغازي كبيرة جدًا وتُقدر بـ 75 إلى 145 متر مربع.

و بعد أن يحدث التوازن على طرفي الحاجز الدموي-الهوائي بين غازات الدم في الشعيرات الرئوية وغازات الهواء في الأسناخ، ستكون الضغوط الجزئية للأوكسجين وثنائي أوكسيد الكربون في الدم الشرياني مساوية لنظيراتها في هواء الأسناخ (أي ستتساوى الضغوط الجزئية على جانبي الحاجز، وهو ما يُدعى بالتوازن).

### التحكم بالتنفس
يتم ضبط الضغوط الجزئية الشريانية للأوكسجين وثنائي أوكسيد الكربون في الدم الشرياني كي تبقى في حالة استتباب. فارتفاع الضغط الجزئي الشرياني لثنائي أوكسيد الكربون، وبدرجة أقل انخفاض الضغط الجزئي الشرياني للأوكسجين، سيؤدِّيَان إلى إلى تنفُّس أعمق وأسرع بشكل انعكاسي، وذلك حتى تعود ضغوط غازات الدم إلى الوضع الطبيعي. يحدث العكس عند انخفاض الضغط الجزئي الشرياني لثنائي أوكسيد الكربون أو بدرجة أقل (مرة أخرى) يرتفع ضغط الأوكسجين: حيث تقل سرعة وعمق التنفُّس حتى تعود ضغوط غازات الدم إلى وضعها الطبيعي.

فالتحكُّم بالتنفس عبارة عن ضبط دقيق لمزيج مُكوَّن من 3 لترات من الهواء السنخي، حيث أنه وفي كل عمليّة تنفُّس يُفرَّغ بعض ثنائي أوكسيد الكربون في الغلاف الجويّ ويتم أخذ بعض الأوكسجين من الهواء الخارجي. إذا خسر الجسم كمية ثنائي أوكسيد الكربون أكبر من المعتاد، سيبطئ التنفُّس أو قد يتوقَّف حتى يعود الضغط الجزئي السنخيّ لثنائي أوكسيد الكربون إلى 5.3 كيلو باسكال (40 ميلليمتر زئبقي). يحدث العكس بعد حبس النفس.

تُقاس الضغوط الجزئية للأوكسجين وثنائي أوكسيد الكربون في الدم الشرياني بواسطة المُستقبِلات الكيميائية المُحيطية-الأجسام الأبهرية والسُباتية، والمستقبلات الكيميائية المركزية للنخاع المستطيل في جذع الدماغ. يُذكر أن المستقبلات الكيميائية المحيطية أكثر حساسثية للضغط الجزئي للأوكسجين من الضغط الجزئي لثنائي أوكسيد الكربون. أما المستقبلات الكيميائية المركزية فهي حساسّة خصوصًا لدرجة الحموضة pH للسائل الدماغي الشوكي، التي تتأثر بشكل مباشر بالضغط الجزئي لثنائي أوكسيد الكربون في الدم الشرياني.

تُنقل المعلومات من المستقبلات الكيميائية المحيطية إلى سلسلة من النوى المرتبطة فيما بينها، تضم هذه النوى المراكز التنفسيّة في النخاع المستطيل والجسر في جذع الدماغ. تُحدِّد هذه المعلومات متوسط معدَّل التهوية السنخيّة للرئتين، لتحافظ على الضغوط الجزئية للأوكسجين وثنائي أوكسيد الكربون في الدم الشرياني. يقوم المركز التنفُّسي ذلك عبر عصبونات (خلايا عصبية) مُحرِّكة، تقوم هذه العصبونات بتفعيل عضلات التنفُّس (و لا سيَّما الحجاب الحاجز).

يزداد معدل التنفُّس كذلك في حالة التمارين الرياضيّة، ويُعزى ازدياد معدَّل التنفُّس جزئيًا كاستجابةٍ لحركة الأطراف التي يحدِّدُها الجسم بواسطة مستقبلات الحس العميق في العضلات والمفاصل، وزيادة درجة الحرارة في الجسم، وإطلاق الأدرينالين (الإيبنفرين) من الغدد الكظرية، والنبضات المُحركِّة التي تنتجها القشرة المُخيّة.

### الحماية
تمتلك الرئتان خصائص عديدة تحميها ضد العدوى. حيث يُبطَّن الرئتان بظهارة تمتلك نواتئ شبيهة بالأشعار تُدعى الأهداب، تقوم هذه الأهداب بالتحرُّك بشكل إيقاعي وتحرك بحركتها هذه المُخاط، يُمثِّل هذا التنظيف المُخاطي وسيلة دفاعية هامّة ضد العداوى المنقولة بالهواء. حيث يُقبض على جزيئات الغبار والبكتيريا في السطح المخاطي للمرات التنفسيّة وتُحرَّك هذه الجزيئات باتجاه البلعوم عبر حركات الأهداب السابقة. بالإضافة إلى الآلية السابقة، هناك إفراز الخلايا المُبطِّنة للرئة للغلوبيولين المناعي A الذي يحمي الجسم ضد العدوى التنفسيّة، كما أن الخلايا الكأسية تفرز المُخاط الذي يحتوي كذلك على العديد من المركبات المضادة للميكروبات كمضادات البروتياز ومضادات الأكسدة. بالإضافة إلى أن بطانة الرئة تحتوي أيضًا على بالعات، وهي خلايا مناعية تدمر حطام الخلايا والميكروبات التي تدخل إلى الرئة وذلك عبر عملية البلعمة، كما أن بطانة الرئة تحتوي على الخلايا المتغصِّنة التي تقوم بتقديم المستضدات لتنشيط مكونات الجهاز المناعي التكيُّفي كالخلايا T والخلايا B.

بالإضافة إلى أن حجم السبيل التنفُّسي وتدفُّق الهواء يحمي أيضًا الرئتين من الجزيئات الأكبر. حيث تُحتجَز الجزيئات الكبيرة من قِبَل أشعار الأنف بعد الشهيق.

### أخرى
بالإضافة إلى وظيفة التنفُّس، التي تُمثِّل الوظيفة الرئيسية للرئتين، فإن للرئتين العديد من الوظائف الأخرى. حيث أنهما تشاركان في الحفاظ على الاستتباب، كما أنهما يساعدان في تنظيم ضغط الدم كجزء من جملة الرينين-أنجيوتنسين. حيث تفرز البطانة الداخلية للأوعية الدموية الإنزيم المُحوِّل للأنجيوتنسين (الإنجليزيّة: Angiotensin-converting enzyme، اختصارًا ACE) وهو إنزيم يحفِّز تحويل الأنجيوتنسين I إلى أنجيوتنسين II. تشترك الرئتان كذلك في استتباب الحمض-القاعدي للدم عبر طرد ثنائي أوكسيد الكربون أثناء التنفُّس.

تقوم الرئتان كذلك بدور وقائي. كما تفرز العديد من المواد التي ينقلها الدم كبعض أنماط البروستاغلاندينات واللوكوتريانات والسيروتونين والبراديكينين. كما يمكن أن تقوم الرئتان بامتصاص العديد من المواد أو الأدوية أو تعديلها أو إفرازها من الرئتين. كما تقوم الرئتان بتصفية الدم من الخثرات الصغيرة من الأوردة، وتمنع بموجب هذا الخثرات الصغيرة من الدخول إلى الشرايين والتسبُّب بالسكتات.

كما تلعب الرئتان دورًا محوريًَّا في الكلام عن طريق توفير الهواء وتأمين تدفُّقه مما يؤدي لخلق الأصوات. كما أنها توفِّر تدفُّقًا للهواء يُمكِّنُ الإنسان من التعبير عن العديد من المشاعر كالتنهُّد والتثاؤب والضحك.

## الأهمية السريرية
يمكن أن تتأثر الرئتان في العديد من الأمراض. يمثِّلُ طِب الرئة الاختصاص الطبيّ الذي يتعامل فيه الطبيب مع الأمراض التي تصيب السبيل التنفُّسي، أما الجراحة القلبية الصدرية فهو المجال الجراحي الذي يتعامل مع جراحة الرئتين.

### الالتهابات والعدوى
تُدعى الحالة الالتهابية التي تحدث في أنسجة الرئة بالمصطلح Pneumonia أي ذات الرئة (و هي أحد أصناف Pneumonitits أي أحد أصناف الالتهاب الرئوي)، أما عند حدوثها في السبيل التنفُّسيّ فتُمسى Bronchitis التهاب القصبات وbronchiolitis التهاب القُصيبات أما في حالة حدوثها في الجنبة المحيطة بالرئة فتُسمَّى Pleuisy أي التهاب الجنبة. ويحدث الالتهاب عادةً بسبب عدوى بالجراثيم أو الفيروسات. عندما يُصاب النسيج الرئوي بالتهاب لأسباب أخرى تُدعى الحالة حينها Pneumonitis. يُعتبر السِّل أحد الأسباب الرئيسية لذات الرئة البكتيري. وعادةً ما تحدث العدوى المزمنة عند أولئك المُصابين بنقص المناعة وقد تشتمل على عدوى فطرية بالرشاشية الدخناء التي تؤدي إلى لمرض ورم الرشاشيات في الرئة.

### تَغيُرَات التروية الدموية

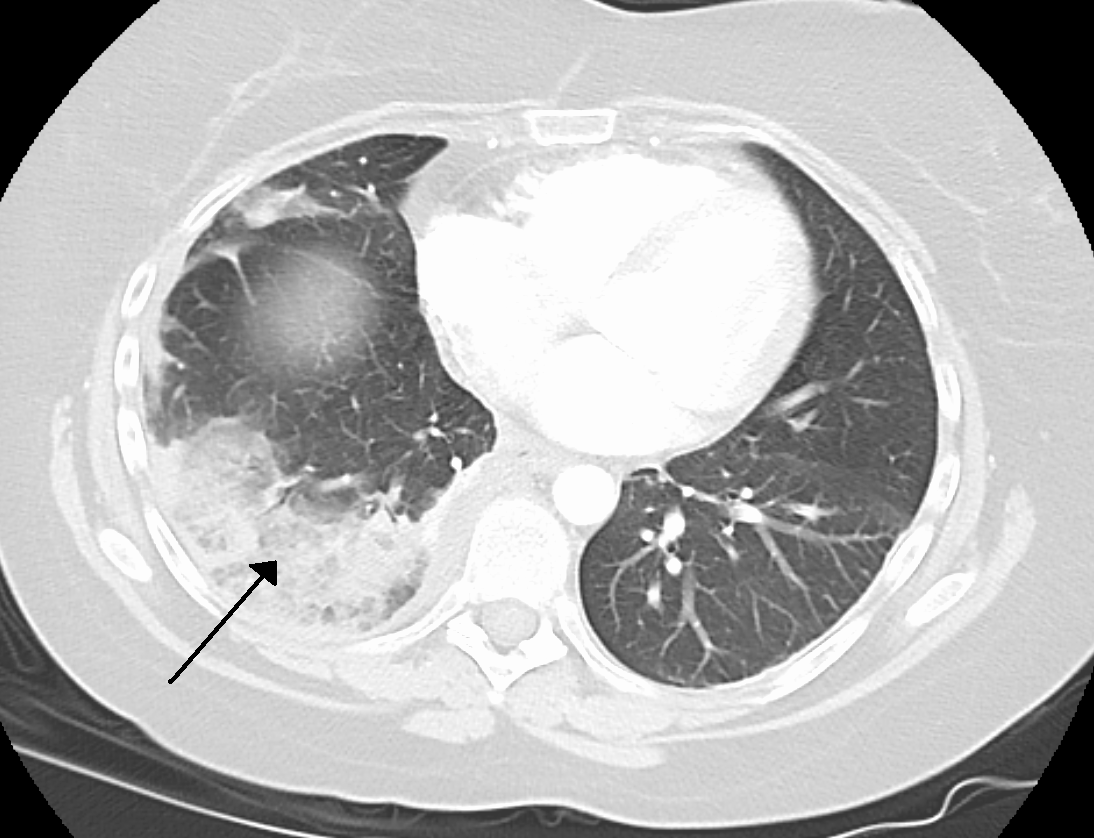
احتشاء الرئة بسبب انسداد رئوي

الانصمام الرئوي حالةٌ تتوضّع فيها خثرة دموية في الشرايين الرئوية. تنشأ معظم حالات الانصمام بسبب تخثُّر الأوردة العميقة في القدمين. قد يتم التحقُّق من الانصمام الرئوي باستخدام فحص تهوية/تروية، أو تصوير مقطعي محوسب لشرايين الرئتين، أو اختبارات الدم. بينما يصف مصطلح فرط الضغط الرئوي الضغط المتزايد في بداية الشريان الرئوي، لهذه الحالة أسباب عديدة. هناك أيضًا حالات أخرى تؤثِّر على تدفُّق الدم في الرئتين، مثلًا الورام الحبيبي ويغنري وهي حالة تُسبِّب التهاب في الأوعية الدموية الصغيرة للرئتين والكليتين.

### أمراض الرئة الانسدادية
الرَّضَّة الرئوية كدمةٌ تحدث بسبب الصدمة الصدريّة، تؤدِّي الرضَّة إلى نزف الأسناخ، مما سيؤدي إلى امتلائها بالسوائل وبالتالي إعاقة التنفُّس، وقد تكون هذه الحالة معتدلة أو شديدة. قد تتأثر وظيفة الرئتين كذلك بالانضغاط من السوائل في حالة انصباب السائل الجنبي في الجوف الجنبي، أو مواد أخرى كالهواء في حالة استرواح الصدر، أو الدم في حالة الصدر المُدمى، أو لأسباب أخرى نادرة. تُستخدم الاستقصاءات كالأشعة السينية للصدر أو التصوي المقطعي المحوسب، أو قد تتطلَّب الحالة إدخال أداة تصريف جراحية حتى يتم التعرُّ على السبب ومعالجته.

الربو والتهاب القصبات والتهاب القصَبَات ومرض الانسداد الرئوي المزمن تمثِّلُ جميعها أمراض انسداد رئوي تتظاهر بانسداد في الطرق الهوائية، مما يحدّ من كمية الهواء القادرة على الدخول إلى الأسناخ بسبب تضيُّق الشجرة القصبية بسبب الالتهاب. يتم التعرُّف على أمراض الرئة الانسدادية بسبب أعراضها وتُشخَّص باختبارات الرئة الوظيفية كقياس التنفُّس. كما يتم إدارة العديد من الأمراض الرئوية الاسندادية عبر تجنُّب المثيرات (كالتدخين وعث الغبار مثلًا) والتحكُّم بالأعراض كاستعمال مُوَسِّعات القصبات وإخماد الالتهاب (كاستخدام الستيروئيدات القشريّة) في الحالات الشديدة. هناك سببب شائع لمرض الانسداد الرئوي المُزمن والنفاخ الرئوي وهو التدخين، أما الأسباب الشائعة لتوسُّع القصبات فتتضمن العدوى الشديدة والتليُّف الكيسيّ. أما السبب النهائي للربو فغير معروف حتى الآن.

### أمراض الرئة المُقيِّدة
بعض أنماط أمراض الرئة المزمنة تُصنَّف كأمراض رئة مُقيِّدة بسبب تقييد كمية النسيج الرئوي الذي يُشارك في عملية التنفُّس. تتضمن هذه الأمراض التليُّف الرئوي الذي قد يحدث عند التهاب الرئة لوقت طويل. يؤدِّي التليُّف إلى استبدال النسيج الرئوي الوظيفي بنسيج ضام ليفي، وقد يعود هذا للعديد من أمراض المهن كداء سحار عمال الفم، أو أمراض المناعة الذاتية أو في حالات أكثر ندرة قد يعود إلى تأثير دوائي.

### السرطان
يمكن أن ينشأ سرطان الرئة إما مباشرة من أنسجة الرئة أو كنتيجة لانبثاث من جزء آخر من الجسم. هناك نوعان رئيسيَّان للورم الأوليّ إما صغير الخلايا أو غير صغير الخلايا. يُمثِّلُ التدخين عامل الخطر الرئيسي لسرطان الرئة. وعندما يتمّ التعرُّف على سرطان يتمّ تقييمه باستخدام التصوير المقطعي المحوسب وأخذ خزعة (عينة من الأنسجة). قد يُعالج السرطان عبر الإزالة الجراحية للورم أو المعالجة الشعاعية أو المعالجة الكيميائية أو قد يشتمل على عدة وسائل من السابقة، أو قد يقتصر على السيطرة على الأعراض. جديرٌ بالذكر أن استقصاء سرطان الرئة يُنصح به في الولايات المتحدة للسكان ذوي خطر الإصابة المرتفع.

### الاظطرابات الخُلقيّة
تشمل الاضطرابات الخلقيّة التليُّف الكيسي ونقص التنسُّج الرئوي (عدم اكتمال تطوُّر الرئتين) الفتق الحجابي الخلقي ومتلازمة الضائقة التنفسيّة لدى الرُضَّع بسبب نقص عامل السطح الرئوي (السورفاكتانت الرئوي). تُمثِّل حالة الفص المفرد (في قمة الرئة) تنوُّعًا تشريحيًَّا خلقيًَّا، على الرغم من أنه قد لا يترافق مع تأثيرات، إلا أنه يُسبِّب مشكلات أثناء إجراءات تنظير الصدر.

### استرواح الصدر
حالة استرواح الصدر (الرئة المُنخمصة) هو عبارة عن تجمُّع غير طبيعي للهواء في الجوف الجنبي، تؤدي هذه الحالة إلى عدم اقتران الرئة بجدار الصدر. وبالتالي فلا يمكن للرئة أن تتوسع بسبب ضغط الهواء في الجوف الجنبي. وكمثال مُبسَّط للفهم استرواح الصدر الصدميّ حيث يدخل الهواء إلى الجوف الجنبي من خارج الجسم كما يحدث في حالة ثقب جدارالصدر. وبشكل مشابه فإن الغواص الذي يصعد وهو يحبس أنفاسه تكون رئتاه متضخِّمتان بشكل كامل يمكن أن تنفجر أسناخهم الرئوية ويتسرب هواء عالي الضغط إلى الجوف الجنبي مؤدِّيًَا لحالة استرواح صدر.

### اختبارات الرئة الوظيفية
يُجرى اختبار وظيفة الرئة عبر تقييم قدرة الشخص على الشهيق والزفير في حالات مختلفة. يُسمى حجم الهواء المُستنشق والمزفور في الحالة الطبيعية بالحجم الجاري (طبيعيًَّا 500-750 مل) أما حجم الشهيق الاحتياطي أو حجم الزفير الاحتياطي فهي الكميَّات الإضافية التي يكون الشخص قادرًا على استنشاقها وزفرها (على الترتيب) بالإجبار. المجموع الكلي للشهيق والزفير الإجباري لشخص يُدعى بالسعة الحيوية. ينبغي أن يُذكر أن الرئتان لا تخلوان من الهواء بعد الزفير القسري، حيث يبقى حجم من الهواء داخل الرئتين لا يستطيع الجسم إخراجه يُدعى الحجم الباقي. يُشار إلى المصطلحات السابقة بالأحجام الرئوية أو السعات الرئوية.

يُستخدم مخطاط التحجيم الرئوي لقياس السعة الباقية الوظيفية. حيث لا يُمكن أن تقاس السعة الباقية الوظيفية عبر الاختبارات التي تعتمد على الزفير، حيث أن الشخص قادر على التنفُّس كحد أقصى 80 % من سعته الوظيفية الكليّة. تعتمد سعة الرئتين الكليّة على عمر الشخص وطوله ووزنه وجنسه وتتراوح طبيعيًَّا بين 4 إلى 6 لترات. تكون للإناث عادةً سعة أقل بـ 20-25% من الذكور. كما أن الناس طوال القامة عادةً ما يكون لديهم سعة رئوية كليّة أكبر من مَنْ هُم أقصر.كما أن المُدخِّنين عادةً تكون سعاتهم أقل من غير المدخنين. أيضًا الناس الأنحف تكون سعاتهم أكبر. جديرٌ بالذكر أنه من الممكن زيادة السعة عبر التمارين حتى 40%.

تتضمن اختبارات وظيفة الرئة الأخرى قياس التنفُّس، وهو قياس كمية (حجم) وتدفُّق الهواء الذي يستطيع الشخص استنشاقه أو زفره.السعة الحيوية هي أقصى حجم يستطيع الشخص زفره بعد شهيق قسري. هناك مفهوم أكثر دقَّة وهو ما يستطيع الشخص زفره في ثانية واحدة (يُرمز له بـ (FEV1)) ويُستعمل كنسبة إلى كم يستطيع الشخص زفره في كامل الوقت (FEV) (ميِّز عن السعة الحيوية، فالسعة الحيوية أقصى زفير بعد شهيق قسري). للنسبة السابقة FEV1/FEV أهمية بالغة في التمييز إذا ما كانت مرض الرئة مُقيِّد أم انسدادي. هناك اختبار آخر هو اختبار سعة انتشار الرئة، وهو اختبار يقيس نقل الغاز من الهواء إلى الدم في الشعيرات الرئوية.

## حيوانات أخرى

### الطيور

عند الشهيق، ينتقل الهواء إلى الكيس الهوائي الموجود بالقرب من الجزء الخلفي للطائر. ثم يمرّ عبر الرئتين إلى كيس الهواء الموجود بالقرب من الجزء الأمامي لجسم الطائر، حيث يتم الزفير هناك.

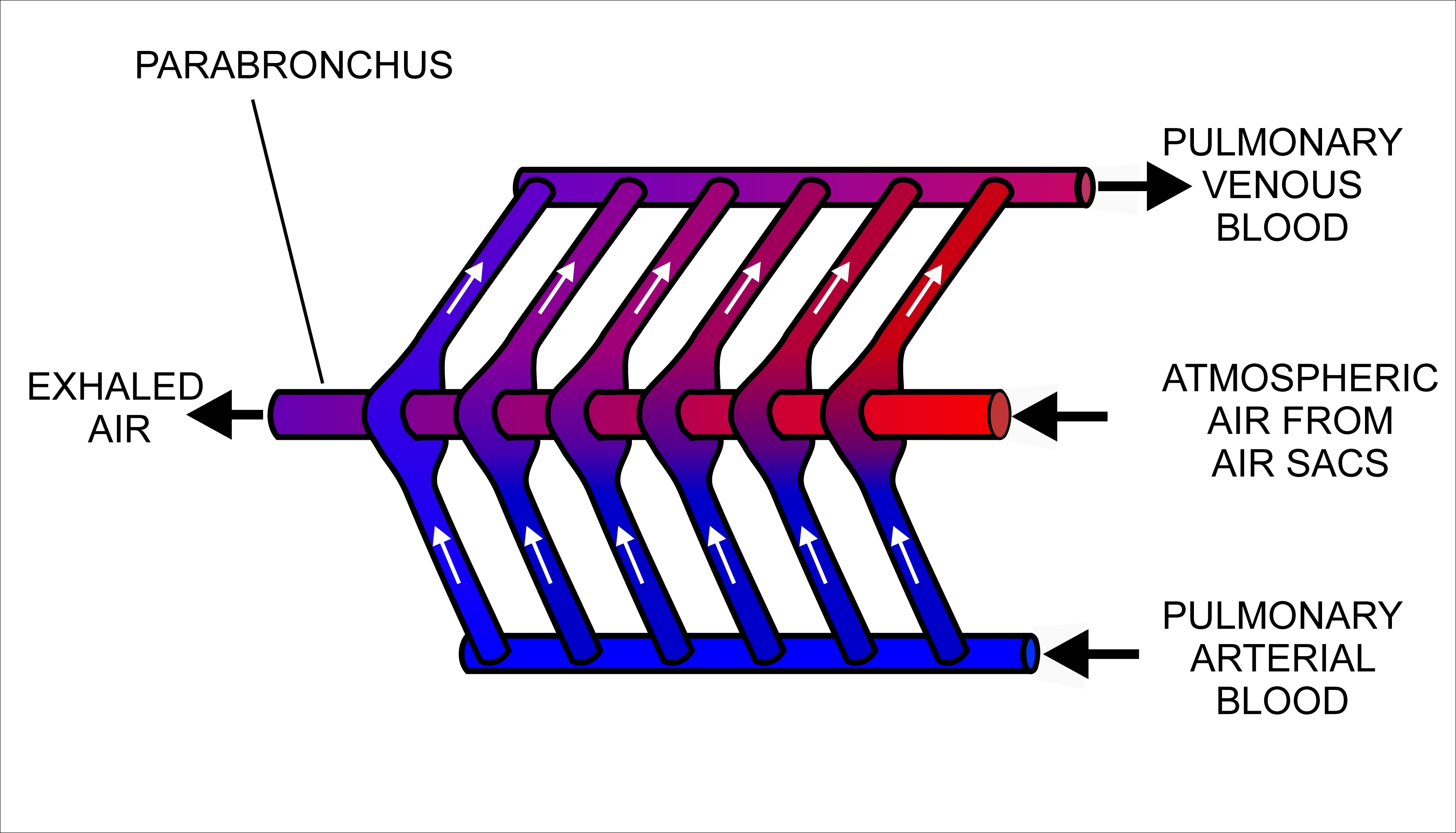
التبادل الغازي التنفُّسيّ في الطيور مقطعيًَّا في رئتي الطيور. حيث يُجبر الهواء على العبور من الأكياس الهوائية باتجاه أحادي (من اليمين إلى اليسار في المخطط) عبر شبه القصبات. تُحيط الشعيرات الرئوية بأشباه القصبات كما هو مُوضح في الشكل (تدفُّق الدم من أسفل شبه القصبة إلى أعلاها في المخطط). يشير اللون الأحمر إلى الهواء أو الدم الغني بالأوكسجين، أما تدرُّجات الأرجواني-الأزرق فتشير إلى الدم أو الهواء الفقير بالأوكسجين.

تكون رئتا الطيور صغيرة نسبيًَّا، ولكنها تتصل بثمانية أو تسعة أكياس هوائية تمتد عبر معظم الجسم، وهذه الأكياس بدورها متصلة بأجواف هوائية داخل العظام. عند الشهيق، ينتقل الهواء عبر رغامى الطائر إلى الأكياس الهوائية، ومن ثُمّ وبشكل مستمرّ من الأكياس الهوائية في الظهر، ومن ثُمّ عبر الرئتين (و هما ثابتتا الحجم نسبيًَّا) إلى أكياس الهواء في الأمام. من هنا، يُزفَر الهواء. تُدعى هاتان الرئتان ثابتتا الحجم «الرئتان الدوريَّتان»، كتمييز لهما عن «الرئتان ذواتا نمط الانتفاخ» الموجودتان ففي أنواع حيوانيّة أُخرى.

تحتوي رئتا الطيور على ملايين الممرات الهوائية الصغيرة المتوازية التي تُدعى بأشباه القصبات. فيما تُدعى الأكياس الصغيرة بالأذينات وهي تنبثق من جدران الممرات الصغيرة، وهي تقابل الأسناخ في رئات الأنواع الأخرى، وهي كذلك فإن هذه الأذينات تُمثِّل موقع التبادل الغازي وذلك بآلية الانتشار البسيط. يُشكِّل تدفُّق الدم حول أشباه القصبات وحول أذيناتها، يُشكِّل عملية تيار متقاطع للتبادل الغازي (انظر الشكل الأيمن).

لا تساهم الأكياس الهوائية التي تحمل الهواء كثيرًا في التبادل الغازي، على الرغم من كونها رقيقة الجدران، إلا أنها فقيرة بالأوعية الدموية. تمتد الأكياس الهوائية وتتعقّد بسبب تغيرات الحجم في الصدر والبطن. يتغير هذا الحجم بسبب حركة القص والأضلاع وتتزامن هذه الحركة غالبًا مع حركة عضلات الطيران.

أما أشباه القصبات التي يتدفَّق عبرها الهواء تكون أحاديّة الاتِّجاه فتُدعى أشباه القُصيبات الرئوية القديمة وهي موجودة في جميع الطيور. تمتلك بعض الطيور بالإضافة إلى ما سبق بنية رئوية كبيرة حيث يتدفَّق الهواء في أشباه القصبات وهي ثنائية الاتجاه، وتُدعى أشباه القصبات هذه بـ أشباه القصبات الرئوية الجديدة.

### الزواحف
تمتلك رئات مُعظم الزواحف قصبة مفردة تتفرّع منها فروع عديدة تصل إلى جيوب فردية عبر الرئتين. تُشابه هذه الجيوب الأسناخ في الثدييات، ولكنها أكبر وأقل عددًا. يمنح الترتيب السابق الرئة نسيجًا يُشبه الإسفنج. في التوَتارا والثعابين والسحالي تكون الرئتين ذات بنية أبسط ومشابهة لتلك الموجودة عند البرمائيات عادةً.

تمتلك الثعابين والسحالي عديمة الأطراف عادةً رئة يُمنى فقط كعضو رئيسي للتنفُّس، حيث تتراجع الرئة اليُسرى كثيرًا أو قد تغيب. أما السحالي الدودية وأشباهها فتمتلك ترتيبًا مُعاكسًا، فرئتها اليُسرى هي الكبيرة، أما المتراجعة أو الغائبة فهي اليُمنى.

تمتلك كلًا من التمساحيات والورل رئتان متطورتان كما هو الحال عند الطيور، توفِّر تدفُّق الهواء باتجاه واحد كما أنها تمتلكك أكياس هوائية.

تتلى رئتا الزواحف عادةً الهواء عبر توسُّع وتضيُّق الأضلاع، بواسطة العضلات المحورية والمضخة الشدقية. كما تعتمد التمساحيات على طريقة المكبس الكبدي كذلك، حيث يُسحب الكبد إلى الخلف من قبل العضلات المرتكزة على عظم العانة (جزء من الحوض) تُدعى diaphragmaticus. والتي بدورها تصنع ضغطًا سلبيًَّا في جوف صدر التمساح، مما يسمح للهواء أن يتحرَّك عبر الرئتين بواسطة قانون بويل. أما السلاحف غير القادرة على تحريك أضلاعها، تستخدم بدلًا من ذلك أطرافها الأمامية وزنَّارها (حزامها) الصدري لإجبار الهواء على الدخول والخروج من الرئتين.

### البرمائيات

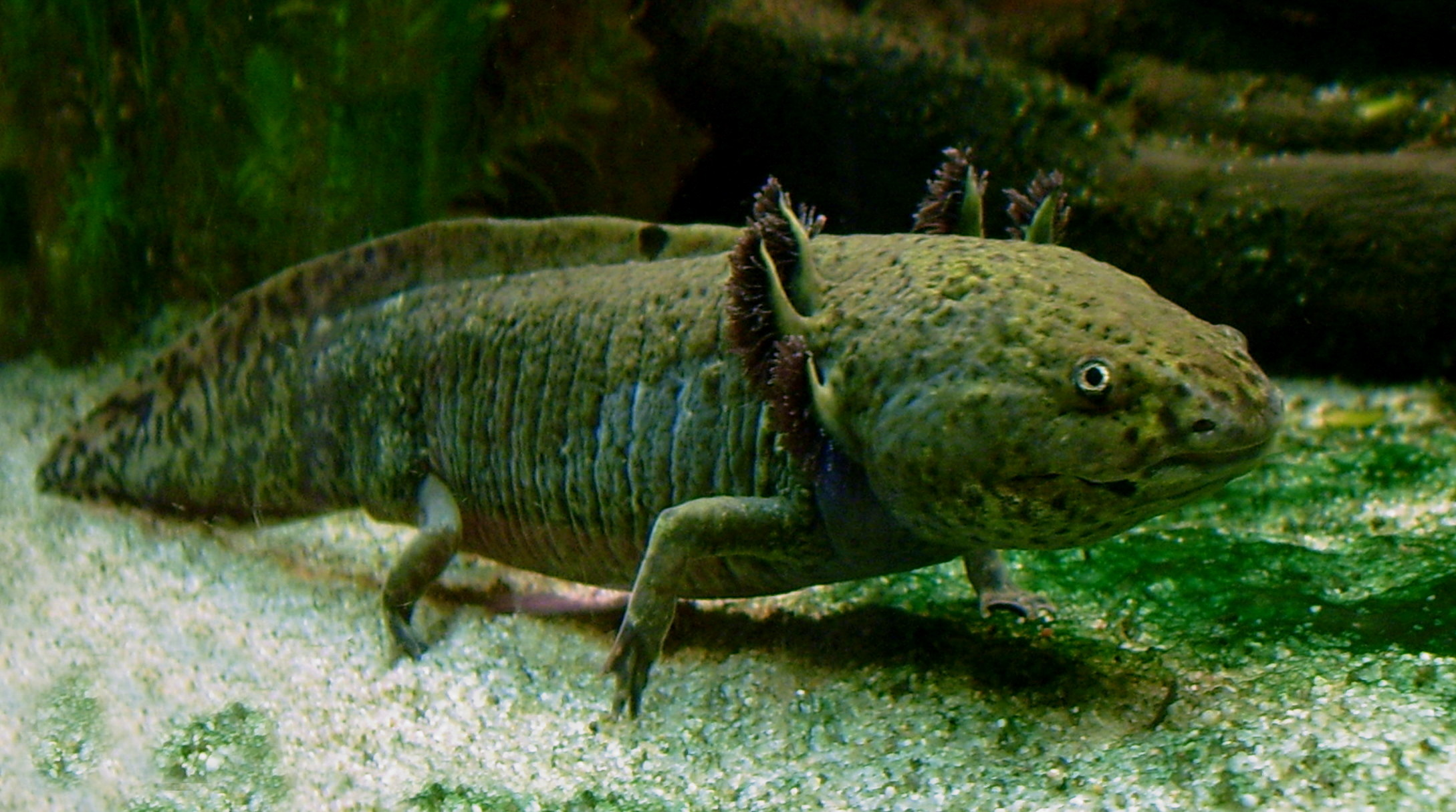
عفريت الماء يحتفظ بشكله اليرقي مع خياشيم في مرحلة البلوغ.

تكون الرئتان عند معظم الضفادع أو البرمائيات الأخرى بسيطةً وشبيهةً بالبالون، مع تبادل غازي محدود مع السطح الخارجي للرئة. هي غير فعَّالة، ولكن البرمائيات لها متطلَّبات أيض منخفضة أساسًا ويمكن أيضًا أن تتخلَّص بسرعة من ثنائي أوكسيد الكربون عبر الانتشار عبر الجلد إلى الماء، والتزوُّد بالأوكسجين بالطريقة ذاتها. توظِّف البرمائيات تظام الضغط الإيجابي للحصول على الهواء وإدخالها إلى الرئتين، بإجبار الهواء على الدخول إلى الرئتين عبر المضخة الشدقيّة. وهذا يختلف عن معظم الفقاريات العليا، التي تستخدم جهاز تنفُّس يُقاد عبر الضغط السلبي حيث تتضخمّ الرئتين بسبب توسُّع القفص الصدري. في المضخّة الشدقيّة، أرضيّة الفم أدنى، ويمتلأ جوف الفم بالهواء. تضغط بعدها عضلات الحلق الحلق عكس الجناب السفلي من الجمجمة، مما يضطر إلى دفع الهواء إلى الرئتين.

و بسبب إمكانية التنفُّس عبر الجلد بالإضافة إلى الحجم الصغير، فإن كل رباعيات الأطراف عديمة الرئة هي برمائيات. معظم أنواع السمندر هي سمندر عديمة الرئة، وهذه الأنواع تتنفس عبر جلدها والأنسجة المُبطِّنة للفم. وهذا بالضرورة يُضيِّق حجمها: حيث أن كلها صغيرة ومتشابهة إلى حدٍّ ما في المظهر، بينما يكون حجم الجلد أكبر نسبيًَّا من حجم الجسم.

تكون لرئتا البرمائيات عادةً عدد قليل من جدران داخلية ضيِّقة (حواجز) من الأنسجة الرخوة حول الجدران الخارجية، مما يؤدي إلى زيادة المساحة التنفسيّة مما يعطي الرئة مظهر مشط العسل. في بعض أنواع السمندر، فهي تفتقر حتى إلى هذا، وللرئة جدران ناعمة.

### السمك الرئوي
رئتا السمك الرئوي مُشابهة لتلك الموجودة للبرمائيات، مع القليل من الحواجز الداخلية إن وُجِدَت. في السمك الرئوي الأسترالي، هناك رئة واحدة فقط، وإن كانت مُقسَّمة إلى فصين. ومع ذلك فإن بعض الأسماك الرئوية تمتلك رئتان، تقعان في الجزء العلوي من الجسم، مع قناة متصلة بهما تتقوس حول وفوق المريء. التروية الدموية أيضًا يتدفَّق حول المريء، مما يقترح أن الرئتين تطوَّرت أصلًا في الجزء البطني (الأمامي) من الجسم كما هو الحال في الفقاريات الأخرى.

### اللافقاريات

رئة كتابية لعنكبوت (تظهر باللون الرمادي)

تمتلك بعض اللافقاريات بُنى شبيهة بالرئة تخدم لغرض تنفُّسيّ مشابه، ولكنها غير مرتبطة تطوريًَّا برئتي الفقاريات. لبعض العنكبيات والرُتَيْلاوات والعقارب بُنى تُسمى رئى كتابية تُستخدم للتبادل الغازي مع الغلاف الجوي. تمتلك بعض أنواع الرُتَيْلاوات أربعة أزواج من الرئى الكتابية ولكن معظمها تمتلك زوجان. تمتلك العقارب متنفسات على أجسادها لدخول الهواء إلى رئاها الكتابية. أما العقارب فلها متنفَّسات على جسمها من أجل إدخال الهواء إلى الرئى الكتابيّة.

سرطان جوز الهند نوع بري يستخدم بُنى تُدعى الرئتين branchiostegal لتنفُّس الهواء. لا تستطيع هذه الحيوانات السباحة وستغرق بدلًا من ذلك في الماء، ولكن لديهم مجموعة بدائية من الخياشيم. ولكنهم يستطيعون التنفُّس على البر ومن ثم حبس هذه الأنفاس تحت الماء. يُنظر إلى هذه الرئى على أنها مرحلة تكيُّف تطوريّ من حياة الماء لتتمكَّن من الحياة على البر، أو من الأسماك إلى البرمائيات.

## الأصول التطورية
يُعتقد أن رئتا الفقاريات الأرضية والمثانات الغازية لأسماك اليوم قد تطوَّرت من أكياس بسيطة، كجيوب خارجية للمريء، تسمح للأسماك الباكرة أن تفرّغ الهواء تحت ظروف الأوكسجين الفقيرة. نشأت هذه الجيوب الخارجية أولًا في الأسماك العظمية. في معظم الأسماك شعاعيات الزعانف تطوَّرت هذه الأكياس إلى مثانات غازية مُغلقة، في حين أن عددًا من الكارب والسلمون المرقط وسلوريات الشكل والأنقليس (و أنواع أخرى) احتفظت بالفم الهوائيمع كيس مفتوح للمريء. وفي الأسماك العظمية الأكثر قاعدية كأسماك الرمح أو كثيرات الزعانف أو الآميا الملساء أو لحميات الزعانف قد طوَّرت مثانات لتصبح ذات وظائف أوليّة (أي طوَّرتها إلى رئة). وقد أدَّت الأسماك لحميات الزعانف إلى رباعيات الأطراف المستندة على الأرض. لذا فإن رئتي الفقاريات مناددة للمثانات الغازية للأسماك (و ليس لخياشيمها).

## قراءات إضافية
- Dr D.R. Johnson: Introductory anatomy, respiratory system نسخة محفوظة 24 نوفمبر 2009 على موقع واي باك مشين., leeds.ac.uk
- Franlink Institute Online: The Respiratory System, sln.fi.edu
- Avian lungs and respiration نسخة محفوظة 10 مارس 2019 على موقع واي باك مشين., people.eku.edu